# Преображенська вулиця (Київ)
Преображе́нська ву́лиця — вулиця в Солом'янському районі міста Києва, місцевість Олександрівська слобідка. Пролягає від проспекту Повітряних Сил до вулиці Андрія Головка.
Прилучаються вулиці Максима Кривоноса, Софії Галечко, Братів Зерових, Василя Овсієнка, Олексіївська, Озерна, Василя Барки, Златопільська, Григорія Кочура.

## Історія
Вулиця виникла на початку XX століття як центральна вулиця поселення Олександрівська слобідка, спочатку була безіменною, не пізніше 1912 року отримала назву Преображенська (на честь свята Преображення Господнього).
У 1974 році отримала назву вулиця Івана Клименка, на честь радянського партійного і державного діяча Івана Клименка. Первісну забудову знесено протягом 1970–80-х років. Збереглося декілька будинків 1930-х років.
Історичну назву вулиці відновлено 2014 року.

## Особистості
- У будинку № 16 (кв. 91) у 1983—1992 роках мешкав Іван Світличний.
- У будинку № 27 мешкав герой Небесної сотні Петро Гаджа.

## Установи та заклади
- Спеціалізована школа № 43 з поглибленим вивченням предметів суспільно-гуманітарного циклу «Грааль» (буд. № 17)
- На розі з вулицею Олексіївською від початку й донині існує сквер. До початку 1980х рр в ньому розташовувався літній кінотеатр.

## Пам'ятники та меморіальні дошки

Пам'ятник герою Небесної сотні Олександру Плеханову на вул. Преображенській, 2Пам'ятник герою Небесної сотні Олександру Плеханову на вул. Преображенській, 2
Меморіальна дошка герою Небесної сотні Петру Гаджі на вул. Преображенській, 27Меморіальна дошка герою Небесної сотні Петру Гаджі на вул. Преображенській, 27
Колишня анотаційна дошка (вул. Преображенська, 40/10, демонтовано 2016 року)